# ノカルジア症 (ヒト)
ノカルジア症（ -しょう。英：Nocardiosis）は放線菌に分類される真正細菌の一属ノカルジア属によるヒトの感染症。主に日和見感染を起こすが、まれに健常者の感染もある。ヒトへの病原性を示す種はN. asteroides、N. brasiliensis などがある。土壌中にすむノカルジア属を吸入することで肺感染症を、皮膚の傷口に入ることで皮膚感染症を発症する。

## 分類と症状
原発性と続発性に大別される。
原発性。外傷などから感染し直接皮膚に発症。
- 皮膚ノカルジア症
皮膚の傷口から感染する原発性皮膚ノカルジア症と、肺ノカルジア症からの血行性散布によって発症する続発性皮膚ノカルジア症がある。化膿性肉芽腫症を呈する[3]。

続発性。内臓などの先行病変から進展。
- 肺ノカルジア症
慢性の経過を取る。数ヶ月に及ぶ咳や発熱の症状で発症し、膿性痰、食欲不振、全身衰弱などの症状を呈する。肺炎や肺膿瘍、肺化膿症、膿胸などを起こす。胸部X線像は肺結核に似た所見を呈する。
- 脳ノカルジア症
肺ノカルジア症から血行性に転移して発症する。頭痛、悪心、嘔吐、めまい、痙攣などの症状を呈する。脳膿瘍や髄膜炎を起こすことがある。
- 全身性ノカルジア症
全身に播種した末期的感染。

## 診断
確定診断は喀痰、気管吸引痰、肺胞洗浄液や脳脊髄液などの検体からノカルジアの菌を分離することである。ただし生育は他の菌に比べてきわめて遅く、培養に1-2週間かかることがある。ノカルジアの菌体はグラム染色では陽性桿菌として認められる。抗酸菌染色でも染まることが判定の一助となる。

## 予後
治療すれば比較的予後はいいが、重篤な基礎疾患がある場合や播種型の場合は予後が悪い。

## 治療
サルファ剤やST合剤の単独またはミノサイクリンとの併用を数ヶ月から半年以上の長期にわたり内服する。

## ヒト以外の生物
養殖ハマチやカンパチにも発症する。